# Setmana Nàutica de Melilla
La Setmana Nàutica de Melilla és una competició de vela que se celebra a Melilla (Espanya), organitzada pel Real Club Marítim de Melilla.
Es disputa tant per a vela de creuer, des de 1997, com per a vela lleugera, des de 2013.